# Римская нотация

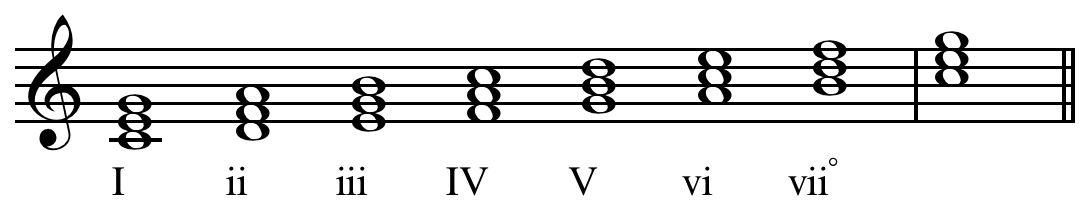
Основное положение аккорда в До мажоре, выраженное римскими цифрами.

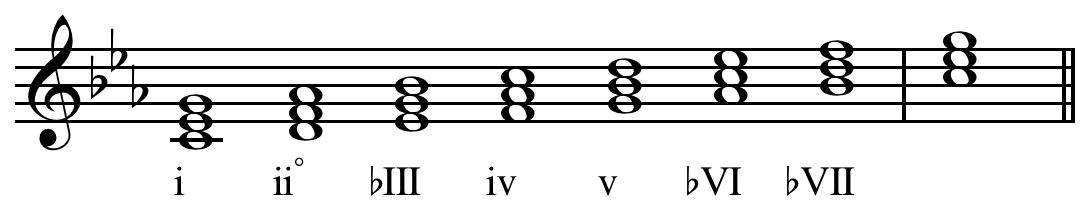
Основное положение аккорда в гамме До натуральном миноре в римских цифрах.

Для римской нотации в музыке используют римские цифры, чтобы отразить аккорды. Римские цифры (I, II, III, IV, …) обозначают ступени гаммы (первая, вторая, третья, четвёртая, …); а также используются для обозначения основного тона, на котором построен аккорд. Например, III обозначает третью ступень гаммы или аккорд, который построен на ней. В целом, заглавные римские цифры (такие как I, IV, V) отражают мажорные аккорды, в то время как маленькие (такие как i, iv, v) минорные аккорды (см. Мажор и Минор); в то же время заглавные римские цифры используются для всех аккордов. В западной классической музыке в 2000-х римская нотация использовалась студентами музыкальных школ музыкальными теоретиками, чтобы исследовать гармонию песни или отрывка.
В большинстве случаев римские цифры постоянно используют для обозначения последовательности аккордов в песнях в стиле поп-, рок-музыки, народной музыки, а также джаз и блюз. К примеру, стандартная последовательность 12-тактового блюза — это I (первый), IV (четвёртый), V (пятый), иногда пишется I7, IV7, V7, так как последовательность блюза часто основана на семидоминатных аккордах. В тональности До (где тон гаммы C, D, E, F, G, A, B) первая ступень звукоряда (тоника) — это До, четвёртая (субдоминанта) — это Фа, и пятая (доминанта) — это Соль. Иначе выражаясь, I7, IV7 и V7 аккорды C7, F7 и G7. В том же аккорде в тональности Ля (A, B, C♯, D, E, F♯, G♯) I7, IV7 иV7 аккорды будут выглядеть A7, D7, и E7. Римские цифры, как и абстрактные аккордовые последовательности, делают их независимыми от тона, поэтому они легко могут быть замещены.
В произведении Готфрида Вебера Versuch einer geordneten Theorie der Tonsetzkunst (Теория музыкальной композиции; Mainz, B. Schott, 1817–21), известном тем, что оно популяризировало аналитический метод, аккорд отмечается римскими цифрами, обозначая ступень основного тона. Однако изначально практика римской нотации была использована в теоретических работах в начале 1776 года Георгом Йозефом Фоглером.

## Краткий обзор
Римская нотация использует римские символы цифр в музыкальном анализе аккордов. В теории музыки начиная с эры общей практики римские цифры чаще всего использовались чтобы обозначить ступени музыки, а также аккорды, построенные на них. В некоторых ситуациях для этого используются арабские цифры с циркумфлексом ();(в теории джаза или современной популярной музыки можно использовать и римские, и арабские цифры (1, 2, 3 и т.д...) для отображения ступеней (См. также Теория функций). В некоторых случаях номер с циркумфлексом может также относиться к построению аккорда на ступени музыки. К примеру,  или 1 может означать аккорд на первой ступени.

## Цифры из эры общей практики
| Римская нотация         |                       |                              |
| Символ                  | Значение              | Примеры                      |
| ----------------------- | --------------------- | ---------------------------- |
| Заглавная римская цифра | Мажорное трезвучие    | I                            |
| Маленькая римская цифра | Минорное трезвучие    | i                            |
| Надстрочная°            | Уменьшённое трезвучие | i°                           |
| Надстрочная+ (иногдаx)  | Увеличенное трезвучие | I+                           |
| Надстрочная цифра       | добавочное значение   | V7, I6                       |
| Две или более цифр      | нотация генерал-баса  | V4-3, I6 4 (эквивалентно Ic) |
| Прописная b             | Секстаккорд           | Ib                           |
| Прописная c             | Квартсекстаккорд      | Ic                           |
| Прописная d             | Третий секстаккорд    | V7d                          |

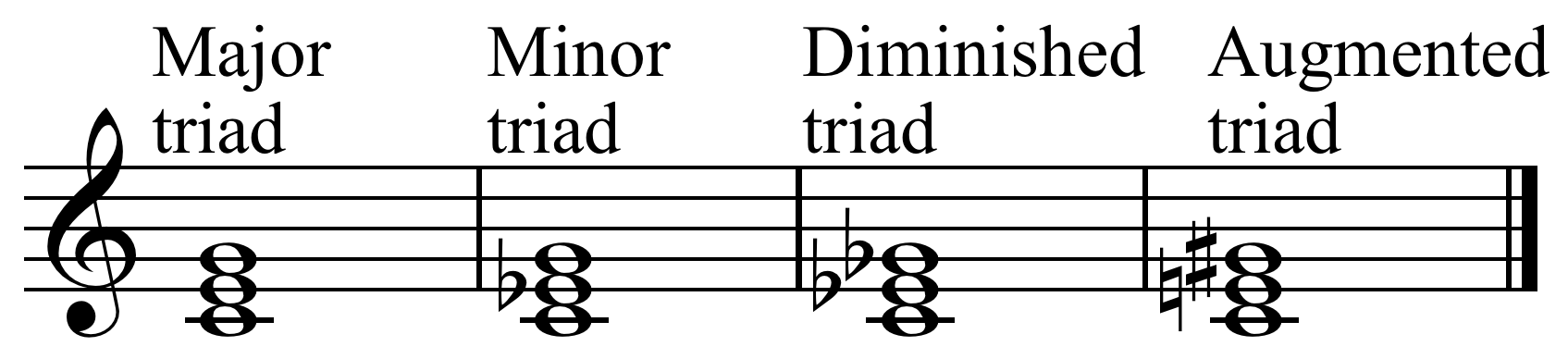
Типы трезвучия:,,,

Современная система на сегодняшний день используется, чтобы изучить и проанализировать тональность музыки, которая изначально была отражена в работах и записях фундаментальных басов Рамо. Идеи Рамо получили огласку в те времена, когда изучение гармонии генерал-баса и его возможных импровизационных качеств значительно снизилось к концу 18-го века. Это привело к использованию римских цифр в описании фундаменталистов «ступеней звукоряда по отношению к тонике», согласно произведению историка Джона Триделла «Два эссе о теории и практике музыки», опубликованному в Дублине в 1766 году. Однако другой источник утверждает, что Триделл использовал арабские цифры для этих целей, а римские позже были заменены Георгом Йозефом Фоглером.

## Джаз и поп нумерация
В теории музыки песенники  и нотные тетради создаются для джаза и популярной музыки, многие мелодии и песни написаны в тональностях, а также аккорды, буквенные обозначения и символы даны для всех трезвучий (например, C, G7, Dm, и т.п..). В некоторых песенниках и нотных тетрадях могут быть написаны цифры в верхнем регистре после символа, который может означать мажорный ли аккорд (например, "m" – это минор "ø" для наполовину уменьшённого или "7" для седьмого аккорда). Цифра верхнего регистра, за которой не следует символ, понимается, как главный аккорд. Использование римских цифр позволяет ритм-группе исполнять песню в тональности по требованию бэнд-лидера или главного вокалиста. Аккомпанемент исполняется в специфических аккордах, преобразованных из римских цифр, которые используются в необходимой тональности.
В тональности Ми мажор диатонические аккорды таковы:
- E7 становится I7 (или просто I)

- F♯m7 становится ii7 (или просто ii)

- G♯m7 становится iii7 (или просто iii)

- A7 становится IV7 (или просто IV)

- B7 становится V7 (или просто V)

- C♯m7 становится vi7 (или просто vi)

- D♯ø7 становится viiø7 (или просто vii)

В поп и рок-музыке «заимствование» аккордов из минорной тональности в мажорную и наоборот повсеместно распространено. Так, в этих жанрах в тональности Ми мажор такие аккорды, как Ре мажор (или ♭VII), Соль мажор (♭III) и До мажор (♭VI) используются постоянно. Эти аккорды также заимствуются из тональности Ми минор. В минорных тональностях аккорды из мажорной тональности могут быть также «заимствованы». К примеру, в Ми миноре диатонические аккорды для iv и v аккорда будут Ля минор и Си минор; на практике, многие песни в Ми миноре используют IV и V аккорды (Ля или Си мажор), которые «заимствуются» у тональности Ми мажор.

### Мажор
| Ступень аккорда (мажор) | Тоника | Вторая ступень | Медианта | Субдоминанта | Доминанта     | Субмедианта | Вводный тон       |
| Традиционная нотация    | I      | ii             | iii      | IV           | V             | vi          | vii°              |
| Альтернативная нотация  | I      | II             | III      | IV           | V             | VI          | VII               |
| Символ аккорда          | I Maj  | II min         | III min  | IV Maj       | V Maj (or V7) | VI min      | VII dim (or VII°) |

### Минор
| Ступень аккорда (минор) | Тоника | Верхний вводный тон | Медианта              | Субдоминанта       | Доминанта     | Субмедианта | Субтоника | Вводный тон       |
| Традиционная нотация    | i      | ii°                 | ♭III                  | iv                 | V             | ♭VI         | ♭VII      | vii°              |
| Альтернативная нотация  | I      | ii                  | iii                   | iv                 | v             | vi          | vii       | vii               |
| Символ аккорда          | I min  | II dim              | ♭III Aug (or III Maj) | IV min (or IV Maj) | V Maj (or V7) | ♭VI Maj     | ♭VII Maj  | VII dim (or VII°) |

### Лады
В традиционной нотации трезвучие семи ладов таково:
|    | Лад                           | Тоника | Верхний вводный тон | Медианта | Субдоминанта | Доминанта | Субмедианта | Субтоника/ Вводный тон |
| 1. | Ионийский (мажор)             | I      | ii                  | iii      | IV           | V         | vi          | vii°                   |
| 2. | Дорийский                     | i      | ii                  | ♭III     | IV           | v         | vi°         | ♭VII                   |
| 3. | Фригийский                    | i      | ♭II                 | ♭III     | iv           | v°        | ♭VI         | ♭vii                   |
| 4. | Лидийский                     | I      | II                  | iii      | ♯iv°         | V         | vi          | vii                    |
| 5. | Миксолидийский                | I      | ii                  | iii°     | IV           | v         | vi          | ♭VII                   |
| 6. | Эолийский (натуральный минор) | i      | ii°                 | ♭III     | iv           | v         | ♭VI         | ♭VII                   |
| 7. | Локрийский                    | i°     | ♭II                 | ♭iii     | iv           | ♭V        | ♭VI         | ♭vii                   |